# Exposición Internacional de Higiene

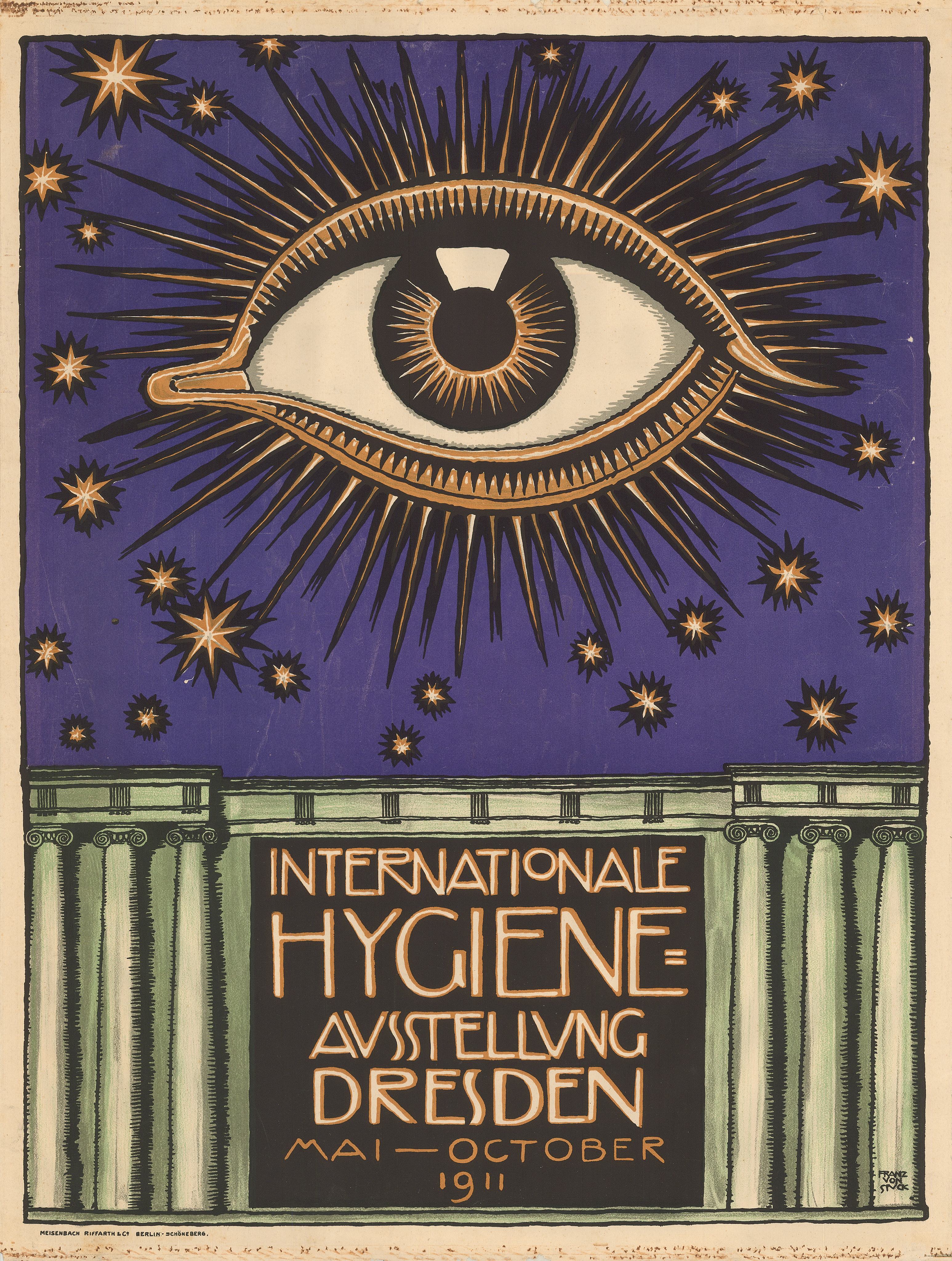
Afiche (póster) de la exposición, elaborado por Franz von Stuck.

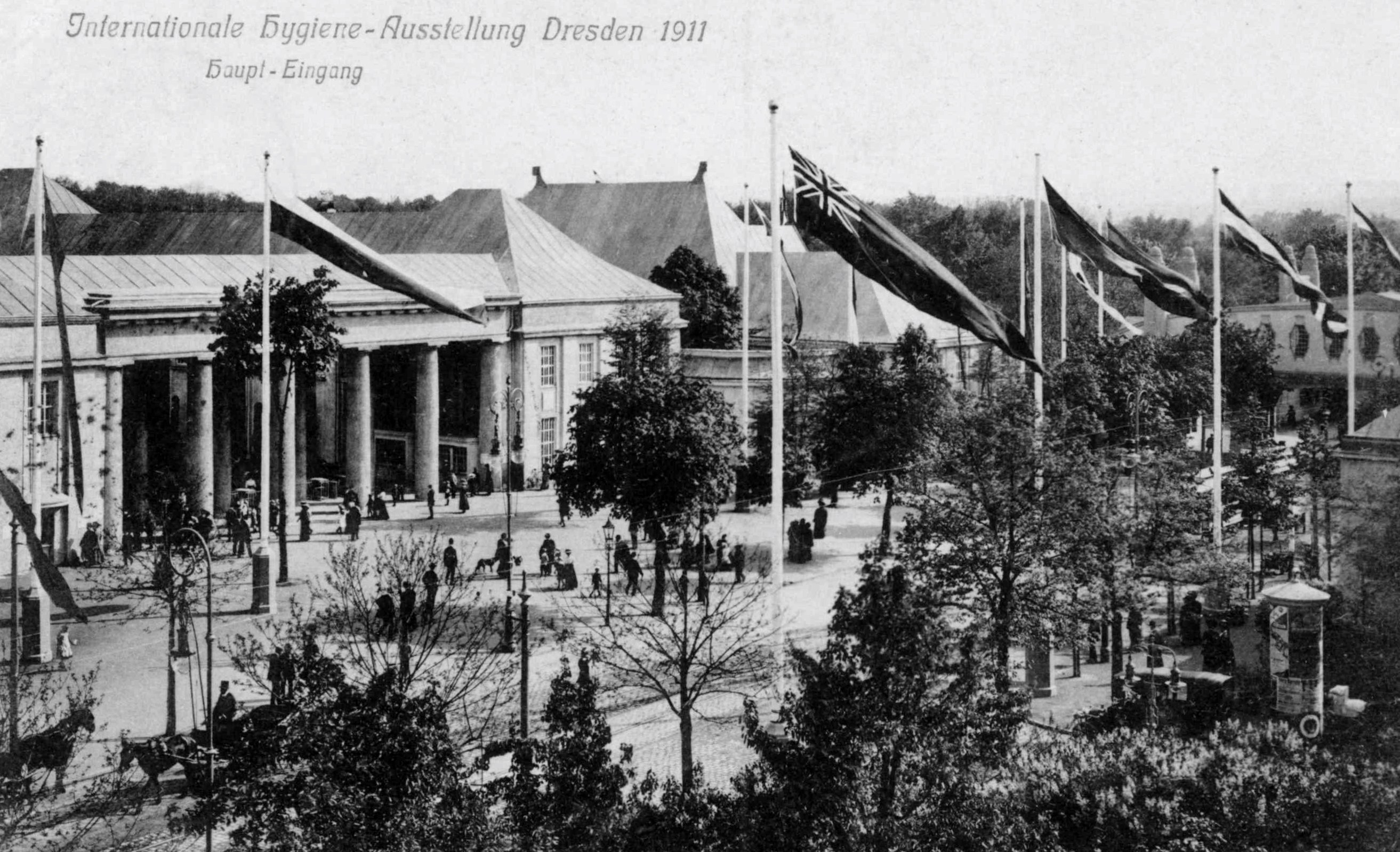
Exposición Internacional de Higiene (entrada principal).

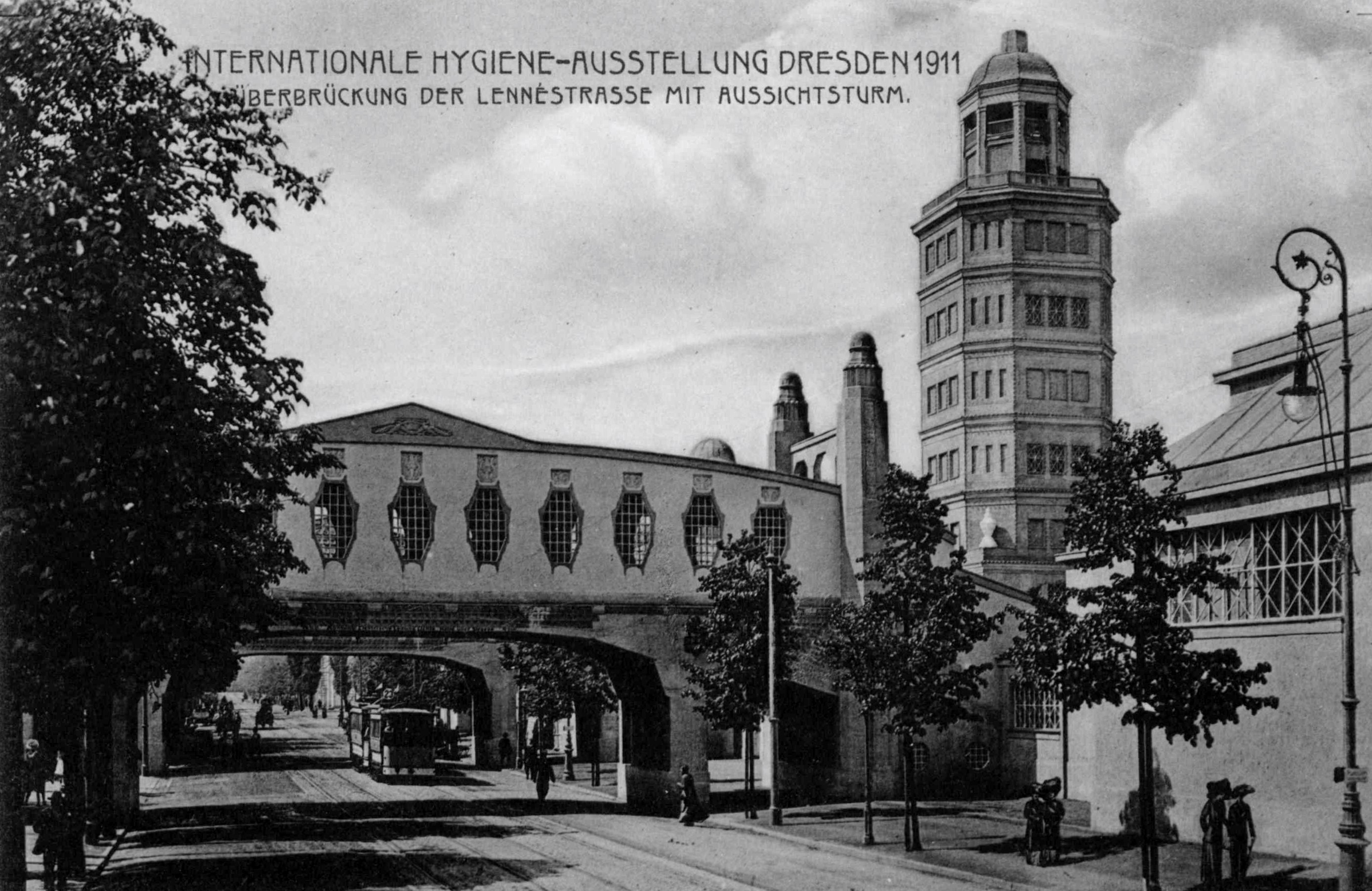
Exposición Internacional de Higiene (puente y estación de energía / torre).

La Exposición  Internacional de Higiene fue una feria mundial dedicada a la medicina y salud pública que se celebró en Dresde, Alemania, en 1911.
Fue organizada por el filántropo y empresario Karl August Lingner, que debía su fortuna a su marca de higiene bucal y era un decidido defensor de los avances en higiene. Lingner había ya organizada una exposición de salud pública como parte de la exposición municipal de Dresde en 1903 y ese éxito le había animado a plantear un evento dedicado.
La exposición fue inaugurada el 6 de mayo de 1911, con 30 países participantes y 100 edificios construidos para el acontecimiento. Recibió 5 millones de visitantes a lo largo de su duración. Como principales atracciones mostraba representaciones visuales accesibles del cuerpo, siendo particularmente populares los órganos transparentes preservados y mostrados según el método de Werner Spalteholz.
Tras la exposición, sus contenidos formarían el núcleo del Museo permanente de la Higiene, en Dresde. Su éxito dio pie además a varias expos subsiguientes, notablemente la exposición de 1926 en el GeSoLei de Düsseldorf.
Otras Exposiciones Internacionales de Higiene tuvieron lugar en diferentes países:
- 1910: Buenos Aires, Argentina: como parte de la Exposición Internacional del Centenario (1910)[2]
- 1913: Lima, Perú:[3] con extensiones para enero del próximo año[4]
- 1914: Génova, Italia[5]